# Parto en la cultura mapuche
El parto en la cultura mapuche tiene distintas costumbres y el ritual del nacimiento propiamente tal. El ritual que lo acompaña y sus formas de atenderlo varían en cada cultura y a lo largo de los años. Las diferentes posiciones adoptadas por las mujeres durante el parto han constituido hitos importantes a través de la historia. Luego de la medicalización del parto, se ha cambiado la tradicional  forma de parir, dominada por la movilidad y verticalidad, a la pasividad y horizontalidad.

## Etapas del embarazo

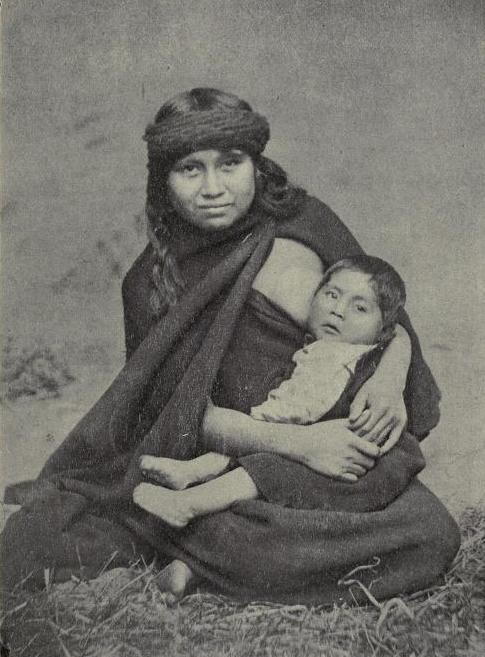
Mujer y niño mapuche.

Todo empieza con los malestares de la mujer, la cual visita a la partera (püñeñelchefe). Según la creencia, ella sabía con solo mirarlas si estaban embarazadas y  utilizaban un huevo para rectificarlo; este procedimiento consistía en que la especialista le pasaba un huevo a la enferma, le pedía que le lanzara su propia respiración sobre él y luego que acercara el huevo a la zona del cuerpo donde sentía el malestar, posteriormente quebraba el huevo y sabía qué es lo que tenía la paciente. 
Si salía una carita la mujer en cuestión estaba embarazada.
En la cultura tradicional mapuche se considera que se puede saber el sexo del futuro bebé a través de los sueños de los padres, si se sueña con herramientas del campo como el arado o con martillos, serruchos o destornilladores, es seguro que el bebé será hombre, por el contrario, si se sueña con el telar o con elementos de la cocina, será mujer.
La llegada de un nuevo individuo a la comunidad es una bendición y motivo de fiesta, ante esto los cuidados brindados a la mujer son estrictos y se encuentra restringida de ciertas labores y alimentos.

## Püñeñelchefe
En la cultura mapuche las prácticas de la püñeñelchefe son consideradas de un orden médico, religioso, cultural y social. También son llamadas “curanderas de partos” y que el origen de su don proviene de otra dimensión. Atiende a la mujer desde los inicios del embarazo hasta su culminación con el parto, asistiendo también al recién nacido.
Se le consulta por sus conocimientos en hierbas medicinales y maniobras obstétricas en los embarazos de alto riesgo. También determina el tiempo de la gestación, la posición del feto en el útero, en qué estado  viene e incluso el sexo del bebé. El instrumento de trabajo son sus manos, con las cuales compone, arregla, reubica al bebé a su posición natural.

## Preparativos para el parto
La püñeñelchefe se va un día antes a la casa de la mujer que dará a luz, sobre todo si es primigesta o el futuro niño/a no se encontraba en posición cefálica-caudal, ante esto se realizaban masajes en el vientre para acomodar al bebé. Se debía estar en compañía de sus familiares, de los espíritus y las mujeres de la comunidad.
Por lo general se realiza una alimentación especial durante el embarazo y baños de sol a determinadas horas del día. A su vez se ingieren diversas hierbas medicinales para facilitar el parto y desprendimiento de la placenta.
La alimentación era restringida, no se podía ingerir alimentos ni muy calientes ni muy fríos, tampoco los que eran deformes y gemelares, como por ejemplo huevos de doble yema que conllevaban a un embarazo gemelar o frutas y verduras deformes, las cuales hacían que el niño/a saliera con alguna malformación.

## Parto
El parto es realizado en la casa de la mujer que dará a luz, el lugar debía estar tibio y protegido de corrientes de aire. La futura madre se hincaba al lado de la cama, sobre una sábana limpia y jalando de un lazo o una manta que colgaba del techo, esta posición generaba menos dolor y el nacimiento ocurría de manera más rápida.
Una vez concretado el nacimiento se procede a cortar el cordón umbilical con una tijera o cuchillo filoso limpio, se amarra con una pitilla de saco, se distribuye a lo largo del cordón jugo de matico y se cubre la zona con una faja de género limpio.
Una vez expulsado el bebé se cubre con cuero de oveja, propicia el calor suficiente para que no se enfríe, procede a salir la placenta la cual es examinada por la Püñeñelchefe, la que les anuncia a los padres cómo será el niño o niña en el futuro.

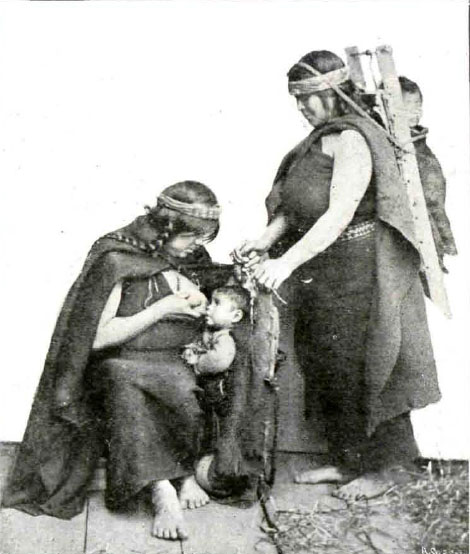
Mujeres mapuche en 1901.

## Postparto
Luego del nacimiento se puede bañar inmediatamente el bebé o esperar alrededor de ocho días. El apego temprano es muy importante para la cultura mapuche. A la madre se le dan a beber diversas hierbas para que su estado de salud se mantenga estable y en caso de hemorragias poder intervenir a tiempo sin que se presenten mayores complicaciones.                                   

### Ritual de la placenta
La manipulación de la placenta después del nacimiento debe ser muy cuidadosa, ya que puede ser utilizada para realizar el mal a la familia en cuestión e incluso al niño/a recién nacido. Una vez que la placenta es expulsada se coloca en un paño cubierto de hojas de ajenjo, luego se cubre con el mismo paño u otro y se entierra en el predio donde habitan bajo un árbol nativo o frutal, con esto el niño o niña está protegida de los malos espíritus.

## Parto medicalizado
Hoy en día con los avances de la medicina son muy pocos los partos que se atienden en casa, ya que se ha ido regulando estrictamente esta práctica, debido a las posibles complicaciones que rodean a un parto e incluso los riesgos de poder contraer una infección. Casi la totalidad de los partos atendidos hoy en día se llevan a cabo en un centro asistencial de salud, por consiguiente las mujeres de la cultura mapuche también son atendidas de esta manera. 
Existe la posibilidad de pedir la placenta y llevarla a casa para realizar el ritual propio de la cultura; aunque no existe una norma que regule esta situación por la baja demanda que implica este proceso. Ante esto también se da una desmotivación para realizar la petición de la entrega de la placenta.